# Alida Gazsó
Alida Dóra Gazsó (Budapest, 18 de abril de 2000) es una deportista húngara que compite en piragüismo en la modalidad de aguas tranquilas.
Participó en los Juegos Olímpicos de París 2024, obteniendo dos medallas, plata en K2 500 m y bronce en K4 500 m.
Ganó tres medallas en el Campeonato Mundial de Piragüismo, en los años 2019 y 2021, y cuatro medallas en el Campeonato Europeo de Piragüismo entre los años 2021 y 2024.
En los Juegos Europeos de Cracovia 2023 consiguió dos medallas, plata en K1 500 m y bronce en K2 500 m.

## Palmarés internacional
| Juegos Olímpicos   | Juegos Olímpicos       | Juegos Olímpicos  | Juegos Olímpicos |
| Año                | Lugar                  | Medalla           | Competición      |
| ------------------ | ---------------------- | ----------------- | ---------------- |
| 2024               | París (Francia)        | Medalla de plata  | K2 500 m         |
| 2024               | París (Francia)        | Medalla de bronce | K4 500 m         |
| Campeonato Mundial |                        |                   |                  |
| Año                | Lugar                  | Medalla           | Competición      |
| 2019               | Szeged (Hungría)       | Medalla de oro    | K4 500 m         |
| 2021               | Copenhague (Dinamarca) | Medalla de oro    | K1 1000 m        |
| 2021               | Copenhague (Dinamarca) | Medalla de plata  | K4 500 m         |
| Juegos Europeos    |                        |                   |                  |
| Año                | Lugar                  | Medalla           | Competición      |
| 2023               | Cracovia (Polonia)     | Medalla de plata  | K1 500 m         |
| 2023               | Cracovia (Polonia)     | Medalla de bronce | K2 500 m         |
| Campeonato Europeo |                        |                   |                  |
| Año                | Lugar                  | Medalla           | Competición      |
| 2021               | Poznań (Polonia)       | Medalla de oro    | K1 1000 m        |
| 2022               | Múnich (Alemania)      | Medalla de bronce | K4 500 m         |
| 2024               | Szeged (Hungría)       | Medalla de oro    | K4 500 m         |
| 2024               | Szeged (Hungría)       | Medalla de bronce | K2 500 m         |